# Trofeo Laigueglia 1994
Il Trofeo Laigueglia 1994, trentunesima edizione della corsa, si svolse il 15 febbraio 1994, su un percorso di 158 km. La vittoria fu appannaggio del danese Rolf Sørensen, che completò il percorso in 4h01'35", precedendo l'italiano Andrea Chiurato e il russo Evgenij Berzin.
I corridori che presero il via da Laigueglia furono 191, mentre coloro che portarono a termine il percorso sul medesimo traguardo furono 115.

## Ordine d'arrivo (Top 10)
| Pos. | Corridore           | Squadra               | Tempo    |
| ---- | ------------------- | --------------------- | -------- |
| 1    | Rolf Sørensen       | GB-MG Maglificio      | 4h01'35" |
| 2    | Stefano Zanini      | Mapei-Clas            | s.t.     |
| 3    | Evgenij Berzin      | Gewiss-Ballan         | s.t.     |
| 4    | Frank Vandenbroucke | Lotto-Caloi           | s.t.     |
| 5    | Davide Cassani      | GB-MG Maglificio      | s.t.     |
| 6    | Wladimir Belli      | Lampre-Panaria        | s.t.     |
| 7    | Gianni Bugno        | Team Polti            | a 5"     |
| 8    | Stefano Della Santa | Mapei-Clas            | s.t.     |
| 9    | Lance Armstrong     | Motorola Cycling Team | a 49"    |
| 10   | Johan Museeuw       | GB-MG Maglificio      | a 1'31"  |